# ジンドフイ
ジン ドフイ（朝鮮語:진도희、1971年6月16日 - ）は、大韓民国と日本の映画俳優、ポルノ女優、アナウンサー。 本名はキム·ウンギョン（김은경）。